# Пьон Йон Тхе
Пьон Йон Тхе (кор. 변영태, 卞榮泰, Byeon Yeong-tae, Pyŏn Yŏngt'ae; 15 грудня 1892 — 10 березня 1969) — корейський політик, п'ятий прем'єр-міністр Республіки Корея.

## Кар'єра
Здобув філологічну освіту, після чого викладав англійську мову в середній школі. 1945 року став професором Університету Корьо.
Від 1949 року на дипломатичній роботі. В 1949—1951 роках був послом у Японії та на Філіппінах. 1951 року очолив міністерство закордонних справ Південної Кореї. Брав участь у роботі VII Генеральної Асамблеї ООН, яка встановила демаркаційну лінію в Жовтому морі. 1 жовтня 1953 року підписав у Вашингтоні договір зі Сполученими Штатами про взаємну оборону. Також очолював південнокорейську делегацію на Женевській нараді 22 травня 1954 року з питання об'єднання Кореї.
Від червня до листопада 1954 року очолював уряд.
Після падіння Першої республіки перебував в опозиції до урядового режиму. 1962 року отримав почесний докторський ступінь Університету Корьо в царині літератури.